# Ernst Deloch
Ernst Deloch (n. 17 mai 1886) a fost un sportiv ce a reprezentat Germania, medaliat olimpic. A participat la o ediție a Jocurilor Olimpice (1912) în care a câștigat o medalie de bronz.

## Participări
Lista de mai jos prezintă principalele competiții la care a participat Ernst Deloch de-a lungul carierei.
- equestrian at the 1912 Summer Olympics – team jumping[*]